# Amblyeleotris melanocephala
Amblyeleotris melanocephala is een straalvinnige vissensoort uit de familie van grondels (Gobiidae). De wetenschappelijke naam van de soort is voor het eerst geldig gepubliceerd in 2000 door Aonuma, Iwata & Yoshino.